# Begraafplaats van Wevelgem
De Begraafplaats van Wevelgem is een gemeentelijke begraafplaats in de Belgische gemeente Wevelgem. Ze ligt op 430 m ten westen van de Grote Markt langs de Menenstraat.
Nabij het centrum van de begraafplaats staat een grafmonument voor de familie Vanackere. Dit werd in 2005 als monument beschermd.  
Achter deze kapel staat een monument voor de Belgische gesneuvelden uit beide wereldoorlogen. Er staan 18 gedenkstenen voor de slachtoffers uit Wevelgem.
De begraafplaats is sinds 2009 als bouwkundig erfgoed beschermd.

## Britse oorlogsgraven
Op de begraafplaats liggen 66 graven van gesneuvelden uit de Commonwealth-landen. Een perk met 3 gesneuvelden uit de Eerste Wereldoorlog ligt vooraan rechts naast de toegang. In het oostelijk deel van de begraafplaats ligt een perk met 63 gesneuvelden uit de Tweede Wereldoorlog waaronder 2 niet geïdentificeerde. Zij waren allemaal leden van de Royal Air Force en de meerderheid sneuvelden tijdens het bevrijdingsoffensief in 1944 of na terugkeer van missies boven Duitsland. 
Er liggen 39 Britten, 12 Canadezen, 9 Australiërs en 4 Nieuw-Zeelanders.
Deze graven worden geflankeerd door het Cross of Sacrifice en worden onderhouden door de Commonwealth War Graves Commission waar ze geregistreerd staan onder Wevelgem Communal Cemetery.

### Onderscheiden militairen
- William Buckle Solly, luitenant bij de Lancashire Fusiliers ontving het Military Cross (MC).

Volgende vliegtuigbemanningen ontvingen een onderscheiding:
- Walter Barfod, Philip Rex Barr, Douglas William J. Marvin en Mervyn Powell werden onderscheiden met het Distinguished Flying Cross (DFC).
- James David Oxenburgh en John Derrick Brinkhurst werden onderscheiden met de Distinguished Flying Medal (DFM).